# Chalou-Moulineux
Chalou-Moulineux là một xã ở tỉnh Essonne thuộc vùng Île-de-France miền bắc nước Pháp.
Theo điều tra dân số năm 1999, dân số xã này là 370 người. Ước tính dân số năm 2005 là 397.
Danh xưng cư dân địa phương Chalou-Moulineux trong tiếng Pháp là Calo-Moulinotins.